# Liste der Altersklassenrekorde beim Ironman Hawaii
Diese Tabelle umfasst alle von Amateur-Athleten erreichten Altersklassenrekorde bei der Ironman World Championship auf Hawaii seit der Erstaustragung im Jahre 1978 (3,86 km Schwimmen, 180,2 km Radfahren und 42,195 km Laufen).
| AK    | Zeit     | Name                   | Nation         | Jahr | Bemerkung                                                      |
| ----- | -------- | ---------------------- | -------------- | ---- | -------------------------------------------------------------- |
| 18–24 | 08:34:15 | Frederik Wester        | Dänemark       | 2024 | [ 3 ]                                                          |
| 25–29 | 08:34:01 | Rasmus Svennigsson     | Schweden       | 2018 | [ 4 ]                                                          |
| 30–34 | 08:27:01 | Timmo Jeret            | Estland        | 2024 |                                                                |
| 35–39 | 08:24:36 | Dan Plews              | Neuseeland     | 2018 | schnellster Amateur insgesamt                                  |
| 40–44 | 08:31:26 | Christian Störzer      | Deutschland    | 2022 | Dave Scott benötigte 1994 8:24:32 Std. mit 40 Jahren als Profi |
| 45–49 | 08:34:56 | Donald Brooks          | Großbritannien | 2024 |                                                                |
| 50–54 | 08:58:35 | Mike Schifferle        | Schweiz        | 2024 |                                                                |
| 55–59 | 09:14:23 | Richard Sweet          | USA            | 2018 |                                                                |
| 60–64 | 09:46:54 | Robert Alexander Barel | Niederlande    | 2017 |                                                                |
| 65–69 | 10:33:11 | Hermann Scheiring      | Deutschland    | 2024 |                                                                |
| 70–74 | 11:45:05 | Milos Kostic           | Kanada         | 2011 | 8-facher Ironman Altersklassen-Weltmeister                     |
| 75–79 | 13:06:03 | Robert Plant           | USA            | 2018 |                                                                |
| 80–84 | 15:38:25 | Hiromu Inada           | Japan          | 2012 |                                                                |
| 85–89 | 16:53:49 | Hiromu Inada           | Japan          | 2018 |                                                                |
| 90+   |          |                        |                |      |                                                                |
| M-HC  | 08:15:39 | Thomas Frühwirth       | Österreich     | 2022 |                                                                |
| M-PC  | 10:45:07 | Daniel Arrom           | Spanien        | 2022 |                                                                |

| AK    | Zeit     | Name                 | Nation         | Jahr | Bemerkung                                 |
| ----- | -------- | -------------------- | -------------- | ---- | ----------------------------------------- |
| 18–24 | 09:38:26 | Samantha B. Morrison | USA            | 2013 |                                           |
| 25–29 | 09:14:11 | Marelle Deruaz       | Frankreich     | 2023 | schnellste Amateurin insgesamt            |
| 30–34 | 09:19:51 | Barbara Besperat     | Tschechien     | 2023 | [ 7 ] [ 8 ]                               |
| 35–39 | 09:28:48 | Christina Svejstrup  | Dänemark       | 2018 |                                           |
| 40–44 | 09:32:05 | Beate Görtz          | Deutschland    | 2011 | [ 9 ]                                     |
| 45–49 | 09:23:25 | Janette Dommen       | Dänemark       | 2018 |                                           |
| 50–54 | 09:46:02 | Beate Görtz          | Deutschland    | 2019 | dreifache Altersklassensiegerin IM Hawaii |
| 55–59 | 10:33:10 | Jeni Winegarner      | USA            | 2013 |                                           |
| 60–64 | 10:57:10 | Donna Kay-Ness       | USA            | 2023 |                                           |
| 65–69 | 12:22:38 | Donna Smyers         | USA            | 2022 |                                           |
| 70–74 | 13:42:50 | Linda Ashmore        | Großbritannien | 2017 |                                           |
| 75–79 | 15:54:16 | Sr. Madonna Buder    | USA            | 2005 |                                           |
| 80–84 |          |                      |                |      |                                           |
| 85–89 |          |                      |                |      |                                           |
| 90+   |          |                      |                |      |                                           |
| F-HC  | 12:20:35 | Lauren Parker        | USA            | 2022 | [ 11 ]                                    |
| F-PC  | 14:03:32 | Amy Dodson           | USA            | 2012 |                                           |